# Peter Watts
Peter Watts (Calgary, 1958. január 25. –) kanadai biológus, science fiction-író.

## Élete
Calgaryban született, majd 13 éves korában családjával Ontarióba költözött, ahol jelenleg is él. Az University of Guelph-en 1981-ben BSc, 1983-ban MSc fokozatot szerzett, majd 1991-ben az University of British Columbia-n doktorált tengerbiológiából. Az írás mellett a tengeri emlősök ökofiziológiájával foglalkozik hivatásszerűen.
A 80-as években sikertelenül próbálkozott írásai publikálásával az Egyesült Államokban. Végül Kanadában, a Tesseracts 3 című antológiában sikerült megjelentetnie első novelláját, az A Niche címűt, 1990-ben. A mű rögtön elnyerte az Aurora-díjat. A 90-es években rövid írásai megjelentek különböző magazinokban, majd antológiákban és válogatásokban is. Regényei közül a Rifters-trilógia sikert aratott, Blindsight című művét pedig Hugo-díjra jelölték 2007-ben. A művet azóta több nyelvre lefordították, mégis a kiadása körüli huzavonák egy időre elvették a kedvét az írástól. Kétévi szünet után azonban visszatért, jelenleg két új regényen dolgozik. 2008 elejéig szerkesztette az On Spec című kanadai sci-fi- és fantasy-magazint.

## Témái, stílusa
Watts művei a hard science fiction műfajába tartoznak. Mint mondja, kihívásnak tekinti a műfaj önként vállalt határait, és azokon belül maradva próbál izgalmas és értékes műveket alkotni. A Rifters-trilógia szereplői mélytengeri munkára genetikailag módosított emberek. Blindsight című regénye egy "Első találkozás"-típusú történet, amelyben egy földi űrhajó poszthumán legénysége a Naprendszer peremén egy, az egész civilizációnkat fenyegető idegen fajjal találkozik, amely értelmes ugyan, de nem tudatos. A regény, egyéb kérdések mellett, a tudat és az intelligencia kapcsolatát, valamint evolúciós szerepét veszi vizsgálat alá.
Peter Watts művei olvashatók online, a Creative Commons licenc alapján.

## Művei

### Regények

#### Rifters-trilógia
- Starfish (1999)
- Maelstrom (2001)
- Behemoth: B-Max (2004)
- Behemoth: Seppuku (2005)

#### Egyéb
- Blindsight (2006)

### Novellagyűjtemény
- Ten Monkeys, Ten Minutes (2000)

### Novellák
- A Niche (1990)
- Nimbus (1994)
- Flesh Made Word (1994)
- Fractals (1995)
- Bethlehem (1996)
- The Second Coming of Jasmine Fitzgerald (1998)
- Home (1999)
- Bulk Food (2000) Laurie Channer-rel
- Ambassador (2001)
- Defining an Elephant (2004)
- A Word for Heathens (2004)
- Mayfly (2005) Derryl Murphy-vel
- Repeating the Past (2007)
- The Eyes of God (2008)
- The Island (2009)